# Nidularium organense
Nidularium organense är en gräsväxtart som beskrevs av Elton Martinez Carvalho Leme. Nidularium organense ingår i släktet Nidularium och familjen Bromeliaceae. Inga underarter finns listade i Catalogue of Life.